# The White Moth
The White Moth es una película de género dramática muda de 1924 producida y dirigida por Maurice Tourneur y distribuida por First National Pictures. Barbara La Marr fue la protagonista de la película, junto con Ben Lyon.

## Protagonistas
- Barbara La Marr como Mona Reid / The White Moth
- Conway Tearle como Vantine Morley
- Charles de Rochefort como Gonzalo Montrez (acreditado como Charles de Roche)
- Ben Lyon como Douglas Morley
- Edna Murphy como Gwendolyn Dallas
- Josie Sedgwick como Ninon Aurel
- Kathleen Kirkham como Mrs. Delancey
- William Orlamond como Tothnes

## Conservación
La película actualmente se conserva en la Biblioteca del Congreso, en MoMA, y en Gosfilmofond en Moscú.